# 廣東八大優良雞種
廣東省八大優良雞種（前三名為廣東三大名雞）：
- 第1、信宜———信宜三黃雞 ；
- 第2、清遠———清遠麻雞；
- 第3、惠州（博羅縣, 也有説是產自龍門縣）———三黄鬍鬚雞；
- 第4、海南———海南文昌雞；
- 第5、羅定———涼亭土雞；
- 第6、肇慶（封開縣）———杏花雞；
- 第7、陽山———陽山雞；
- 第8、中山———石岐雞；